# Maurice Denham Jephson
Maurice Denham Jephson, britanski general, * 1890, † 1968.